# Antonio Scalvini
Antônio Scalvini (Milão, 1835 - Turim, 1881) foi um libretista, escritor e mise-en-scène italiano, autor do libreto da ópera Il Guarany, do compositor brasileiro Carlos Gomes (1870).
Dedicou-se a adaptar comédias ao teatro e também a escrever suas próprias obras, como a comédia musical La Principessa Invisibile (1865). Destacou-se também pelas adaptações de fábulas de Carlo Gozzi.